# Aragominas
Aragominas là một đô thị thuộc bang Tocantins, Brasil. Đô thị này có diện tích 1173,026 km², dân số năm 2007 là 5469 người, mật độ 4,66 người/km².